# Obizzo da Montegarullo
Obizzo da Montegarullo (1347 – Lucca, 1415) fu un capitano di ventura italiano.

## Biografia
Visse e operò con alterne fortune in Emilia e in Toscana fra la fine del XIV e l'inizio del XV secolo. Fu podestà di Sestola ed ebbe possedimenti nell'Appennino modenese. Combatté in più occasioni per la Repubblica di Firenze.